# Bella Block: Die Freiheit der Wölfe
Die Freiheit der Wölfe ist ein deutscher Fernsehfilm von Christian von Castelberg aus dem Jahr 2004. Es handelt sich um den 17. Filmbeitrag der ZDF-Kriminalfilmreihe Bella Block.

## Handlung
Bella Block bekommt es diesmal mit einem Serienmörder zu tun. Marie Kupfer, eine Krankenschwester, wird tot aufgefunden. Schnell gerät der Serienmörder Holger Kamp, welcher einen Freigang nutzte, um aus dem Maßregelvollzug zu entfliehen, ins Visier von Bella Block. Der Anstaltsleiter Professor Korbach verteidigt vehement den Maßregelvollzug und stellt sich den Ermittlungen der Bella Block gegenüber quer. Das scheint der Kommissarin im Bezug auf den Entflohenen etwas unverständlich, denn Korbach hatte mit dem Opfer ein Verhältnis und Kupfer war, wie sich bei der Obduktion herausstellt, schwanger.
Bella Block erhofft sich Anhaltspunkte auf den Aufenthaltsort von Holger Kamp über dessen Freundin Monika Hoffmann. Doch sie schweigt, bis es für sie fast zu spät ist. Nach einem Streit mit Kamp wird sie mit Stich- und Schnittwunden aufgefunden. Doch die Art und Weise der Verletzungen lassen darauf schließen, dass Hoffmann sich die Wunden selber zugefügt hat. Das bewahrheitet sich, als Kamp sein angebliches Opfer im Krankenhaus aufsucht, um zu erfahren, 
warum sie das getan hatte. Bella Block ahnte dies und erwartet Kamp bereits. Sie hatte Hoffmann durchschaut, denn diese hatte die Krankenschwester erstochen, weil sie erfahren hatte, dass sich Kamp mit der jungen Frau angefreundet hatte, und sie nun befürchtete, den Mann, den sie liebte, 
zu verlieren.

## Hintergrund
Der Film wurde in Hamburg gedreht und am 9. Oktober 2004 um 20:15 Uhr im ZDF erstausgestrahlt.

## Kritik
Rainer Tittelbach von tittelbach.tv urteilte: „Selten begab sich ein ‚Bella-Block‘-Fall so intensiv in sein Thema. Psychologische Spannung dominiert über Whodunit.“ „Auch wenn Block anfangs giftet gegen die Vollzugslockerungen, dass sie sich gegen die Therapie von Straftätern aussprechen würde, das dürfte kaum ein Zuschauer annehmen. Da das den ohnehin kleinen Kreis der Verdächtigen noch reduziert, geht das in diesem mit Katrin Saß, Karoline Eichhorn und Harald Krassnitzer hervorragend besetzten Film ein wenig auf die Krimi-Spannung. Umso stärker dafür die psychologische Spannung.“
Die Kritiker der Fernsehzeitschrift TV Spielfilm vergaben die beste Wertung, einen Daumen nach oben, und meinten: „Spannende Gedankenspiele zum Maßregelvollzug, schonungslos und nahe an der Realtität.“